# Lanfranco Ricci
Lanfranco Ricci, né à  Belgirate le 25 mars 1916 et mort à Rome le 15 décembre 2007, est un orientaliste, un traducteur, un archéologue, un professeur d'université italien.

## Biographie
Lanfranco Ricci, qui avait presque vingt ans quand l'Italie a commencé la seconde guerre italo-éthiopienne, pour la conquête militaire de l'Empire éthiopien, ne s'est pas fait capturer par la propagande politique et par le rêve fasciste d’un Empire Italien en Afrique ; mais par les émotions qui provenaient de la spiritualité de l'Église orthodoxe éthiopienne.
A l'Université de Rome « La Sapienza » il avait suivi des cours indo-européens, sous la direction de Carlo Formichi ; il avait ensuite obtenu son diplôme avec Carlo Conti Rossini (co-patron de thèse Carlo Alfonso Nallino) : il avait donc vécu la brève saison d'études, au cours des années Trente, à l'Université de Rome, plus tard définie (parmi les étudiants) « dei tre Carli ». 

### Le soldat
En décembre 1938, Lanfranco Ricci fut transféré dans le Corps des troupes coloniales de l'Afrique Orientale Italienne, à Al-Aqiq. Capturé par les Anglais en 1941, il fut prisonnier au Kenya. Libéré en 1946, il rentra en Italie : il n'avait pas perdu huit années de sa vie, car il portait en dot, à l'université italienne, un patrimoine linguistique d'une valeur exceptionnelle : il parlait et écrivait correctement le gueze (langue liturgique de l'Église orthodoxe éthiopienne), l'amharique (langue administrative de l'Éthiopie), le somali (langue chamito-sémitique), le tigrigna (langue parlée au Corne de l'Afrique), et il comprenait une dizaine de dialectes locaux.

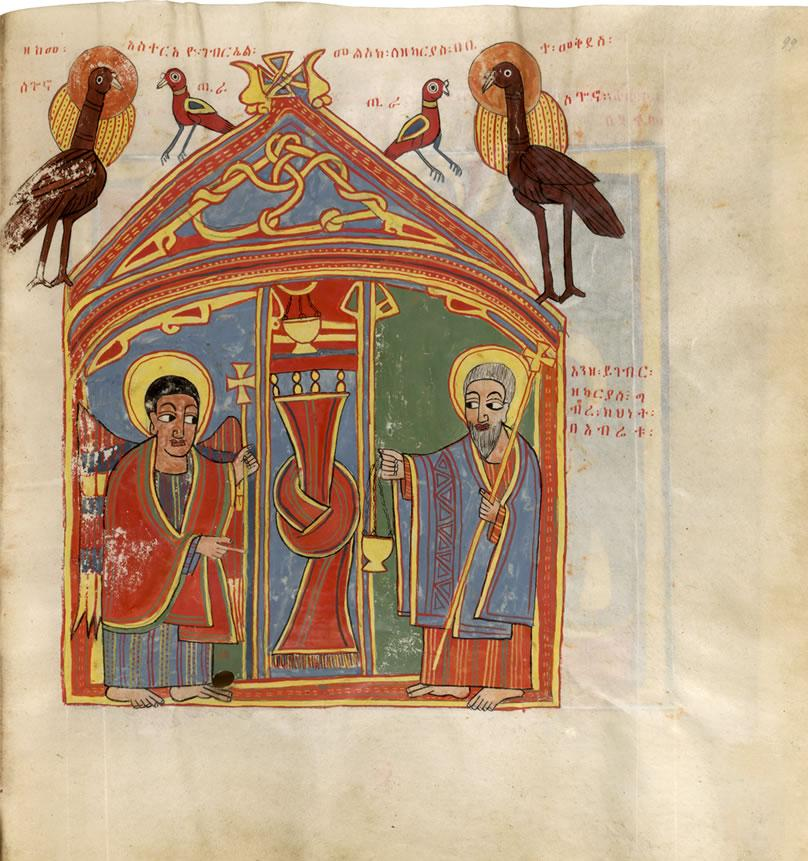
Annonciation à Zacharie, Bible éthiopienne, 1700 (British Library)

En 1940, Enrico Cerulli rentra en Italie : il travaillé à la Bibliothèque apostolique vaticane, à laquelle il fit le don des manuscrits éthiopiens qu'il avait collectés. On préparait, à l'intérieu de cette bibliothèque, un travail de recherche et de connaissance sur les églises séparées orientales, à travers la lecture d'anciens codes : les fruits de ces études se verraient bien des années plus tard, au temps du Concile Vatican II.

### Le professeur universitaire
Après la douloureuse parenthèse de la Seconde Guerre mondiale, Lanfranco Ricci a commencé à publier ses premières études de littérature éthiopienne, en amharique et en guèze, sur la revue « Rassegna di studi etiopici », qu'il a ensuite dirigée, de 1964 à 2003.
Pour connaître les étapes de sa carrière académique, il faut consulter la nécrologie, écrite par Yaqob Beyene. De 1947 à 1952, Lanfranco Ricci a été assistant volontaire à la chaire d'Histoire et de langues de l'Abyssinie, à l'Université de Rome ; de 1952 à 1962, il a été lecteur extraordinaire à la même chaire ; de 1962 à 1965 il a été professeur de Langue et littérature amharique, à l'Université de Naples - L'Orientale, où il a enseigné jusqu'à sa retraite. Il a été aussi professeur d'Archéologie éthiopienne et de Langue et littérature somali et tigré, dans cette même université.
Il a été un collaborateur du « Dizionario Enciclopedico Italiano » et du « Lessico Universale Italiano ».
Il a collaboré aussi au programme éditorial CSCO (Corpus Scriptorum Christianorum Orientalium), avec la traduction d'œuvres de Walatta Petros (1592-1642), saint de l'Église éthiopienne orthodoxe et du Negus d'Éthiopie Zara Yaqob (1399-1468).

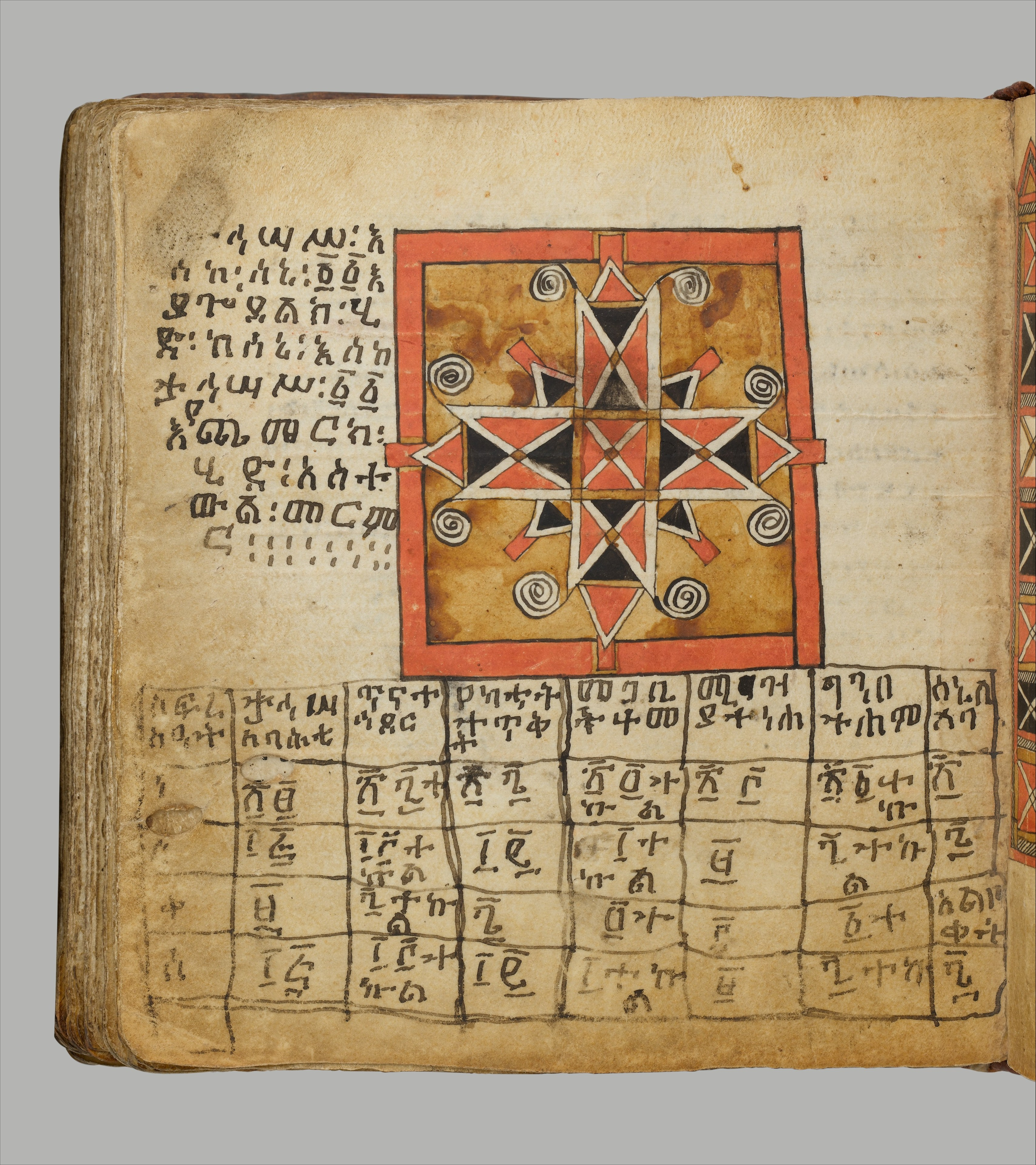
Baselyos, L'Orgue de la Vierge (Arganonä Maryam) de Georges de Sagla - La Croix (MET)

### Expédition archéologique en Éthiopie
Ses recherches archéologiques visent en particulier la civilisation éthiopienne. En 1974, il a dirigé une mission archéologique en Éthiopie, pour trouver les traces d'une culture pré-aksumite. Laissant de côté le site archéologique d'Axum, avec ses obélisques, il a préféré faire des fouilles dans la voisine localité de Seglamièn et sur la colline de Bieta Giyorgis, où il a trouvé des traces d'une civilisation qui s'est prolongée du IXe/VIIIe siècle au Ve/IVe siècle av. J. C.
Lanfranco Ricci a ensuite conseillé à Rodolfo Fattovich de s'intéresser à l'archéologie des hauts plateaux éthiopiens et de continuer les fouilles. Les deux chercheurs ont ensuite publié ensemble les résultats de leurs missions archéologiques.

### Autres mandats scientifiques
- 1964 : Associé à la British Academy, pour l'Afrique, l'Asie et le Moyen-Orient.
- 1997 : Membre de l'Académie des Lyncéens.

## Œuvres
Une bibliographie de ses écrits a été publiée en 1994-1995 par Gianfrancesco Lusini. Alessandro Bausi a ensuite ajouté des œuvres successives et il a même récupéré des écrits échappés à Gianfrancesco Lusini.

### Traductions
- (it + gez) Il libro della luce del Negus Zarʼa Yāʼqob / edito a cura di Carlo Conti Rossini, col concorso di Lanfranco Ricci, vol. I, II, Louvain, Secrétariat du CorpusSCO, 1964-1965.

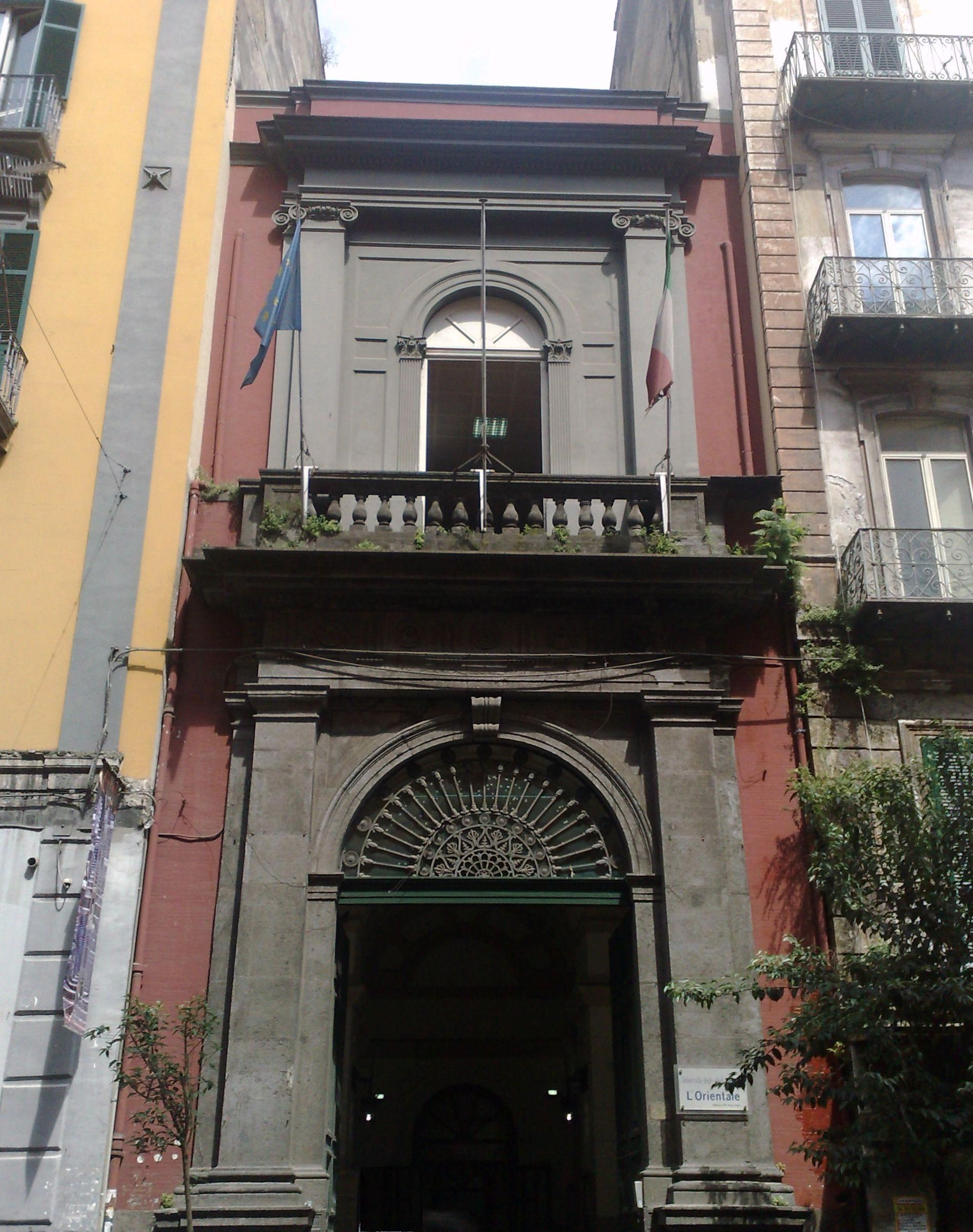
Naples, Palais Maria Porta coeli (Université L'Orientale)

- (it + gez) Vita di Walatta Piētros  (Gadla ʼemna Walatta Pētros), Louvain, Secrétariat du CorpusSCO, 1970.
- (it + gez) Miracoli di Zar'a Buruk / traduzione e commento storico di Lanfranco Ricci, Louvain, Secrétariat du CorpusSCO, 1979 (ISBN 2801701092).

### Livres en collaboration
- (it) « Letterature dell'Etiopia », dans Storia delle letterature d'Oriente, vol. I, Milano, F. Vallardi, 1969, p. 803-911.
- (it) « Fonti orali e agiografia », dans Fonti orali : antropologia e storia / a cura di B. Bernardi, C. Poni, A. Triulzi, Milano, Angeli, 1978, p. 407-415.
- (en) « Ethiopian Christian Literature », dans The Coptic Encyclopedia, New York, Aziz S. Atiya, 1991, p. 975-979.
- (it) « Iscrizioni paleoetiopiche », dans Semitic Studies: In Honor of Wolf Leslau, vol. II, Wiesbaden, Harrassowitz Verlag, 1991 (ISBN 3-447-03168-9, lire en ligne), p. 1291 segg..

### Articles
- (it) « Studi di letteratura etiopica e amarica », Rassegna di Studi Etiopici, Roma, Istituto per l'Oriente C. A. Nallino, vol. 6, no 2,‎ 1947, p. 162-188.
- (it) « La leggenda della Vergine al Libano e del Santo Gigår », Rassegna di Studi Etiopici, Roma, Istituto per l'Oriente C. A. Nallino, vol. 8,‎ 1949-1950, p. 83-118.
- (it + gez) « Le Vite di Ěnbāqom e di Yoḥanněs abbati di Dabra Libānos di Scioa », Rassegna di Studi Etiopici, Roma, Istituto per l'Oriente C. A. Nallino, vol. 13,‎ 1954, p. 91-120[5].
- (it) « Ritrovamenti archeologici in Eritrea », Rassegna di studi Etiopici, Roma, Istituto per l'Oriente C. A. Nallino, vol. 14,‎ 1959.
- (it + gez) « La Vita di Enbāqom e l'Anqasa Amin », Rassegana di Studi Etiopici, Roma, Istituto per l'Oriente C. A. Nallino, vol. 24,‎ 1969-1970, p. 233-241.
- (it) « Enbāqom apprendista ? », Rassegana di Studi Etiopici, Roma, Istituto per l'Oriente C. A. Nallino-Istituto Universitario Orientale, vol. 31,‎ 1987, p. 252-257.
- (it) « Enrico Cerulli », Rassegna di studi etiopici, Roma-Napoli, Istituto per l'Oriente C. A. Nallino-Istituto Universitario Orientale, vol. 32,‎ 1988, p. 6-44.